# ビッグ・スター
ビッグ・スター（Big Star）は、アメリカ合衆国のロックバンドである。アレックス・チルトン、クリス・ベル、 ジョディ・スティーヴンス、アンディ・ハメルの4人が 1971年にメンフィス (テネシー州)で結成したこのグループは、1975年初頭に解散。18年後に新たな顔ぶれで再編成された。

## 概要
第一期におけるビッグ・スターの音楽スタイルはビートルズ、ローリングストーンズ、バーズを活用したものだった。このバンドが1980年代と1990年代のオルタナティブ・ロックを予兆させるスタイルを生み出した。ローリング・ストーン誌の記事で、ビッグスターは「後世にインスパイア（着想・刺激）を与えて止まない独創性溢れる作品群」を解散前に創り上げた「米国の典型的なパワーポップバンド」として「ロックンロールの全てにおいて最も神秘的かつ影響力のあるカルト人気を博したバンドの一つ」 とされている。1972年のファーストアルバム『#1 Record』は熱狂的な書評で迎えられるもスタックス・レコードのマーケティング活動は振るわず、限定的な流通で商業的成功には至らなかった。その不満がバンド内不和をもたらし、ベルはアルバム売り上げが停滞するとすぐに離脱、ハメルは2枚目のアルバム『Radio City』が完成すると大学教育修業のため離脱した。一作目と同様に『Radio City』も素晴らしいとの書評を受けたが、スタックスの版権曲管理を引き受けていたコロムビア・レコードのレーベル問題が再び売上を妨げた。
1974年に録音された3枚目のアルバムが商業的に採算が取れないと見なされてお蔵入りになった後、1974年末にこのバンドは解散した。その4年後、ビッグ・スターの前2作が英国でダブルアルバムとして一遍に販売された。そのしばらく後に3枚目のアルバム『Third/Sister Lovers』がようやくリリースされたが、商業的には限定的な成功に留まり、以後はカルト人気の古典バンドになった。
活動休止期間の1980年代に、R.E.M.やリプレイスメンツほか人気の高いバンドが影響力としてこのグループに言及したことで、ビッグ・スターの楽曲作品に新たな注目が集まった。1992年、ライコディスクからのアルバム再販やベルのソロ作品によって、関心はさらに高まることとなった:13。
1993年、チルトンとスティーヴンスはジョン・オウアとケン・ストリングフェロウを新規採用してビッグ・スターを再編成した。このバンドはヨーロッパと日本でツアー公演するなど活動を続け:253-260、2005年には新たなアルバム『In Space』をリリースした。2014年にビッグ・スターはメンフィスの音楽殿堂入りを果たした。
2010年12月以降は、存命するメンバーが「ビッグスターズ・サード(Big Star's Third)」の名義でアルバム『Third/Sister Lovers』のトリビュートライブに出演しており、2017年現在も活動継続中である。

## 第一期1971-1974

### バンド結成
1967年から1970年にかけてチルトンはブルー・アイド・ソウルのグループボックス・トップスのリード歌手で、16歳の時に楽曲「あの娘のレター(The Letter)」で1位を獲得した。グループ離脱後、彼はソロアルバムを制作録音した:76-89。彼はブラッド・スウェット＆ティアーズのリードボーカル役を打診されたが「商業的過ぎる」としてその提案を断った:76-89。チルトンはしばらく前からクリス・ベルと知り合いで、二人ともメンフィスに住んでおり、それぞれがアーデント・スタジオでの音楽収録に時間を費やしており、それぞれ13歳の時にビートルズ全米進出ツアー(1964)でビートルズの音楽に感銘を受けた:6-13, 27-30。チルトンが初めてビートルズの演奏を目撃してから約6年後に書いた楽曲「Thirteen」では、このイベントのことを歌詞で"rock 'n' roll is here to stay（ロックンロールはここに居続ける）"と言及した:92 。
チルトンは、自分と一緒にサイモン&ガーファンクルを模したデュオとして活動しないかとベルを誘った。ベルは断ったが、アイスウォーターという自分のバンド（ベルのほか、ドラムのジョディ・スティーヴンス、ベースのアンディ・ハメルが在籍）:76-89 演奏にチルトンを招待した。アイスウォーターの音楽に魅了され、チルトンが新曲「Watch the Sunrise」など3曲を披露すると、バンドへの参加を打診された:76-89。後に「Thirteen」「Watch the Sunrise」はいずれも、ビッグ・スターの初アルバム『#1 Record』に収録された。
収録セッション中に幾度も訪れていた食料品店から、この4人編成バンドはビッグ・スターという名前を採用した:94, 101。これは当時メンフィス地域に多数あったスーパーマーケットの1つで、"Big Star"の文字を五芒星で囲っているロゴがあった。店名のみならず、同バンドはそのロゴも使っていたが、著作権問題を避けるため"Star"の単語を外していた:94, 101。

### 『#1 Record』
ファーストアルバムではメンバー4人全員が作詞とボーカルに携わったが、チルトンとベルが意図的にジョン・レノンとポール・マッカートニーを模したデュオとしてリード役になった:99-100。このアルバムはアーデント・レコード創設者のジョン・フライによって録音され、テリー・マニングが時折バックボーカルとキーボードを務めた。『#1 Record』という題名は収録セッションの終盤に決定されたもので、ビッグ・スターよって達成されるだろうチャート位置の真剣な期待というよりも冗談交じりの希望を表すものだった:99-100。名義がエグゼクティブ・プロデューサーだったフライは、バンドのこだわりとして「彼ら自身が実際にこれらのレコードを制作した」と公に主張した:99-100 。フライはアーデントがバンドのメンバー達と実験的な作業をしたことについて「私達は、もしこの手法がOKと判明したらそれを世に出すという意図で曲の録音を開始しました。[中略]私が、主にそれに取り組む人物となっていきました。私が全てのトラックを録音して、その後彼らが夜遅くに来てオーバー・ダビングをすることがしばしばありました。彼ら全員が一つ一つ、エンジニアリング（音響編集）をたっぷりと学びました」:76-89と回想している。
ローリングストーン誌のバド・スコッパは『#1 Record』に存在する音楽スタイルの混在を説明し、このアルバムには「反射的でアコースティックな」楽曲が含まれており「最も可愛らしい曲でさえも緊張感と微妙なエネルギーがある」と指摘した。それぞれの旋法における「ギター音は鋭いエッジが効いており豊かな響きである」ことをスコッパは見いだした。『#1 Record』は1972年6月にリリースされ:115、すぐに力強い書評を受けた。ビルボード誌は「すべてのカットがシングルになりうる」とまで言った。 ローリングストーン誌はこのアルバムを「殊の外素晴らしい」と判定し、キャッシュボックス誌は「適切な流通をもって首位になるべき重要なレコード」と称した:107。コリン・ラーキンのオールタイム・トップ1000アルバム第3弾(2000)で188位に選ばれた。
しかしながら、適切な流通は行われなかった。スタックス・レコードは何らかの成果を伴うレコードの宣伝や頒布をすることができず、バンド自身の努力で曲が放送されて関心を生み出した時でさえ、スタックスはそれを多くの店に置かせてもらえず、ファンはレコードを購入できなかった。スタックスは版権楽曲の販売網を改善するための取り組みとして、既に米国で成功している販売代理店のコロムビア・レコードと契約を結び、スタックスの版権楽曲全部をコロムビアに一任した。しかし、コロムビアは以前スタックスが利用していた独立系の販売代理業者との取引に関心がなく、既存の『#1 Record』すらも店舗から撤去されてしまった。

### 『Radio City』
『#1 Record』の販売が振るわないという不満がバンド内不和の一因となった。 メンバー間で実際の揉め事（殴り合いの喧嘩や互いの楽器破壊など）:114-118が起こり、ベルは1972年11月にこのバンドを辞めた。2枚目のアルバムに向けた楽曲制作が続行されるとベルは一旦戻ってきたが、新曲のマスターテープがなぜか紛失するなど不穏な事態が起こり、結局ベルは再びバンドを辞め、年末までに4人組のビッグ・スターは解散となった:114-118。
数か月後、チルトン、スティーヴンス、ハメルはビッグ・スターの再編成を決定し、この3人がセカンドアルバムの制作を再開した:126-130。タイトルの『Radio City』について、ハメルは次のように語っている。

これは恐らくかなりダサいけど、その当時"都市(city)"という名詞の前に単語を置いて強調するのが、ちょうど巷で流行っている言い方でした。誰かが店に行こうと提案して、自分が昔そこで買い物して損したような場合に「いや駄目だよ、その場所は"ぼったくり都市(rip off city)"だよ」と言ったりしたんだ。『Radio City』と名付けたのは、ある種の希望的憶測です。というか、私達はこの収録曲がラジオで沢山流れて、そのことを"ラジオ都市(Radio City)"となってくれるのを望んでいました。もちろん、そうはならなかったのですが...。
スティーヴンスは「自分にとって『Radio City』は素晴らしいレコードでした。スリーピースであることは、ドラム演奏する私にとって本当に物事が開けました。スリーピースのバンドではドラムが異なる役割を果たすので、それが実に楽しかった。 [中略]『Radio City』は本当に自発的なもので、演奏は生演奏にかなり近いものでした」:126-130と回想している。
名義記載されていないが、ベルは「O My Soul」「Back of a Car」などアルバム楽曲の幾つかの作詞に携わっていた:126-130。このアルバムがリリースされる少し前に、ハメルはもう先が続かないと判断してこのバンドを辞め、大学最後の年は勉学に専念する普通の学生生活をおくることを選択した:138。彼に代わってジョン・ライトマンが、同バンド解散までの短い期間在籍していた。
『Radio City』は1974年2月にリリースされ、1作目と同様に素晴らしいとの書評を受けた。ローリングストーン誌をはじめ、ビルボード誌、Phonograph Record誌、キャッシュボックス誌などが賛辞を送った:140。しかし『#1 Record』が貧弱なマーケティングの犠牲になったように『Radio City』も同じ道をたどった。コロムビアは当時スタックスの版権楽曲を完全に管理しており、意見の相違が起こるとそれを扱うのを拒んだ。販売代理業者無しとなった『Radio City』の売上は、1作目よりはだいぶ大きかったものの、僅か2万枚程度だった:140。

### 『Third/Sister Lovers』
『Radio City』リリースから8か月後の1974年9月、チルトンとスティーヴンスは3枚目のアルバムに取り組むべくアーデントスタジオに戻った:150-160。彼らはプロデューサーのジム・ディッキンソンほか様々な人達の支援（チルトンの恋人までボーカルに参加した）を受け、1975年初頭に収録セッションとミキシングが完了すると、無地のレーベルでアルバム250枚が宣伝用にプレスされた:161-165。
フライとディッキンソンが宣伝用コピーを持ってニューヨークに飛び、多数のレコード会社と打ち合わせをしたが、誰もこのアルバムに関心を持ってくれなかった:161-165。同じくカリフォルニアでも宣伝活動が失敗したことで、このアルバムはリリースしても商業的に駄目だと見なされてお蔵入りとなった:161-165。1974年後半、アルバムの題名さえ付けられずにバンドは解散し、ビッグ・スター第一期が終わりを迎えた:161-165。
ベルは1972年にバンドを辞めて以降、ソロ活動を展開するため幾つかの国で歳月を過ごした:161-165。1978年にメンフィスに戻った後、イギリスで初となるビッグ・スターのアルバムが2冊同時にリリースされ、ファンからの熱狂的な批評と関心を集めた:205-207。その後すぐにビッグスターの認知度が高まり、完売の4年後にサードアルバムが米国と英国の両方でリリースされた:205-207。これまで無題だった『Third/Sister Lovers』は幾つかの非公式な名称（ThirdやBeale Street GreenやSister Loversなど）:148:234で知られていた。
『Third/Sister Lovers』のリリース後まもなく、ベルは自動車事故で死亡した。カーブの縁石にぶつかって街灯の柱に激突したもので、事故原因はベルの居眠り運転または不注意だったと考えられている:211。

## 第2期、1993-2010
1993年、チルトンとスティーヴンスの2人にジョン・オウア（ギター）とケン・ストリングフェロウ（ベース）が加わって、ビッグ・スターは新たな顔ぶれで復活した。オウアとストリングフェロウは1986年に2人で立ち上げたザ・ポウジーズのメンバーでもあり続けた。ハメルは参加しないことを選択した。第一期の素材がビッグ・スターの演目を占められており、たまに2005年のアルバム『In Space』からの追加楽曲もあった。
ストリングフェロウは「私達はこのセットリストを作成してこの小さなカフェに行きました。今後10年間このセットを演奏するようになるとは全く知らなかった」:253-260と1990年代を振り返った。復活したバンドは1993年にミズーリ大学の春の音楽祭でデビューを果たした:253。この演奏の録音は『Columbia: Live at Missouri University』としてズー・レコードよりCD販売された:253-260。コンサートを終えると、彼らにはヨーロッパや日本へのツアー公演のほか:253-260 『ザ・トゥナイト・ショー』への出演などもあった。

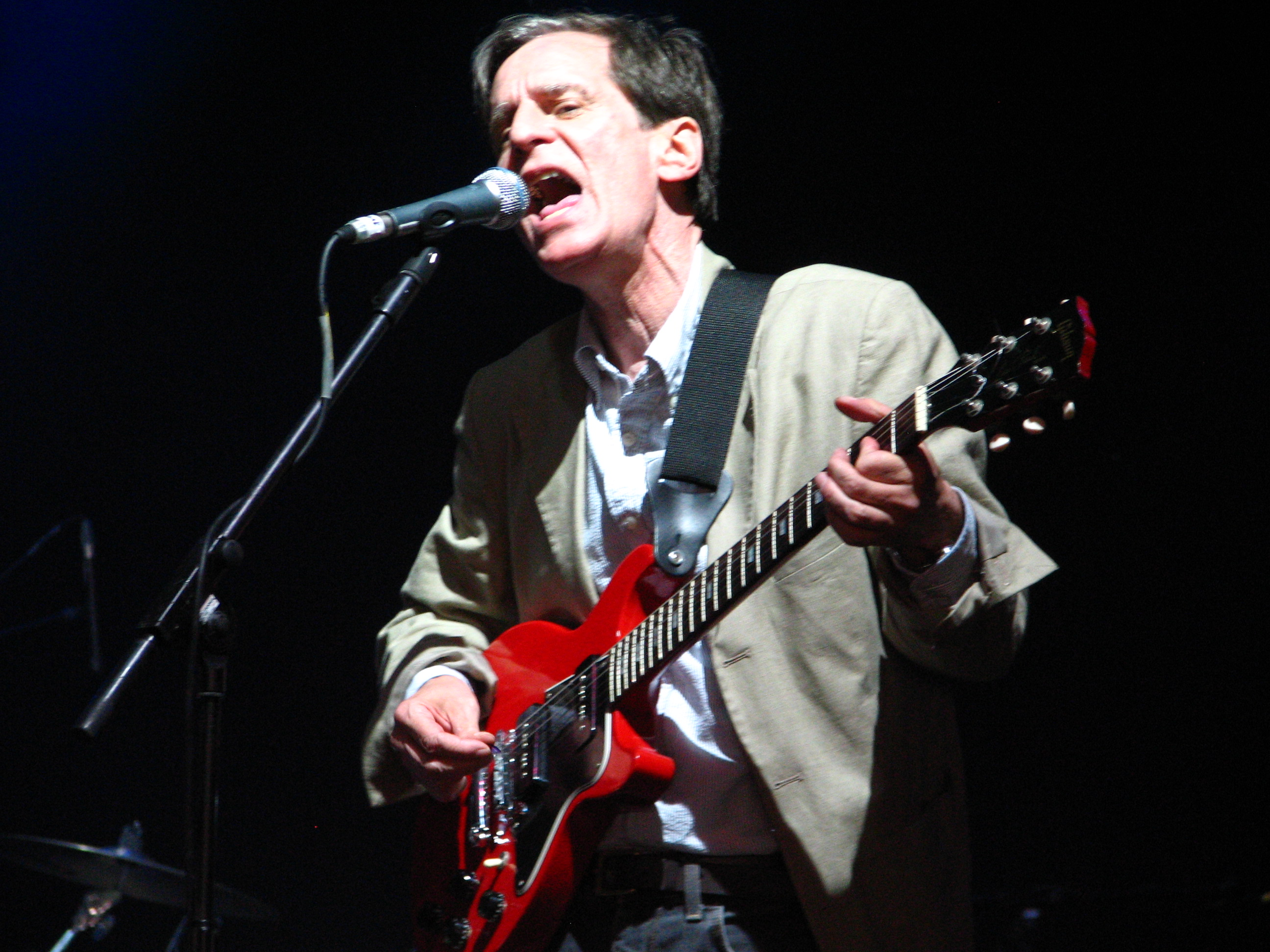
英国ハイド・パークでビッグ・スターの楽曲を歌うアレックス・チルトン（2009年）

ビッグスター再編成後初となるスタジオ収録は「Hot Thing」という楽曲で、1990年代半ばにビッグスターのトリビュート・アルバム『Big Star, Small World』用に録音された。しかし、以前のリリースと同様、このトリビュートアルバムはレコード会社の不興もあって数年遅れた。本来は1998年に予定されていたが、最終的には2006年にKoch Recordsでリリースされた。
2005年9月27日に『In Space』がライコディスクでリリースされた。2004年に録音されたこのアルバムは、主にチルトン、スティーブンス、オウア、ストリングフェロウによって共同作詞された新しい素材で構成されていた。『In Space』の書評で、ローリングストーン誌はこのリリースが「誰も見ていないときにパワー・ポップの完璧さを達成した」バンドからの「アメリカ版ビートルズが再び理想となることを期待させる世界」だと最初に指摘した。このほか「『In Space』は『#1 Record』ではないが、最も輝いており、あらゆる面でビッグ・スターだ」と結んだ。
このバンドは2007年10月20日にサンフランシスコのコンサート会場 (Fillmore Auditorium) に登場した。2008年には英国ベッドフォードシャーで8月29日から31日まで開催された野外音楽祭 (Rhythm Festival) でビッグ・スターが演奏した。2009年6月16日、『#1 Record/Radio City』 のダブルアルバムがリマスター形式で再販された。同月、伝記作家ロブ・ジョバノヴィッチの著書 『Big Star: The Story of Rock's Forgotten Band』に基づいたビッグ・スターの歴史の映画が制作準備段階に入ったことが発表された。 2009年7月1日、ビッグ・スターは英国ハイド・パーク (ロンドン)でコンサート演奏した。2009年9月15日、ライノ・レコードは1968年から1975年の間に作成された98楽曲収録の4枚CDセットボックスを発売、その『Keep an Eye on the Sky』にはビッグスター楽曲のライブバージョンとデモバージョン、ソロ活動、およびベルの昔のバンド（ロックシティとアイスウォーター）素材が含まれていた。2009年11月18日、このバンドはブルックリン (ニューヨーク)で演奏した。

## チルトン死後のリリースやトリビュート

### アレックス・チルトン追悼公演
2010年3月17日、チルトンは致命的な心臓発作を起こし、ニューオーリンズの病院で死亡が確認された。ビッグ・スターは同じ週にSXSW音楽祭で演奏する予定だった。残されたメンバーは、特別ゲストとして昔在籍していたアンディ・ハメルなどを迎え、チルトンに捧げる（トリビュート）としてコンサートを上演した。

### 「ビッグ・スターズ・サード」公演
チルトンの死から4か月後、2010年7月19日にハメルが癌で死去した。チルトンとハメルの死去以降のバンド予定について尋ねられたスティーブンスは「私達みんなが本当に大好きで楽しんでいたのが音楽であり、それを一緒に演奏するのが大好きだったので、私達はそれを続けていける前向きな方法を模索しています」とビルボード誌に語った。ローリングストーン誌のインタビューで、スティーブンスは2010年5月のトリビュート演奏がビッグスターとしてのグループ最後の公演になると述べた。 オウアやストリングフェロウとの最後の公演ではなかったが「私はビッグスターとして（舞台に）自分達が出て行くことを承諾できない...しかし、と言ってアレックスを失ったことを悪く捉えるのも良くないことだと思う。 そのことはケンやジョンにとっても同じです。彼らと演奏するなんて想像できない。とても楽しくはあるけれど、感情的な後ろめたさもある」と語った。
2010年12月、「ビッグ・スターズ・サード」（第3期）の名義で、スティーブンスは、ミッチ・イースター、クリス・ステイミー、マイク・ミルズと弦楽器のチームを組み、アルバム『Third / Sister Lovers』のトリビュートをチャペルヒル (ノースカロライナ州)で生演奏した 。マシュー・スウィートなどの演奏家も加わり、2011年3月26日にビッグスターズ・サードは同様のトリビュートコンサートをニューヨーク市で演奏 、翌年5月28日にはロンドンのバービカン・センターでも行われた。このプロジェクトは2013年にシカゴとニューヨークで、2014年1月にオーストラリアのシドニーで、同年8月にはシアトルでのバンバーシュートなど、一連の米国公演で継続された 。2014年11月、オウアとストリングフェロウがアセンズ (ジョージア州)での無料特典公演のため、このグループに再加入した。2017年時点で、ビッグ・スターズ・サードは公演を継続中である。
2017年4月21日、コンコード・レコードはビッグ・スターズ・サードのライブコンサートドキュメンタリーを2枚組DVD、そして3枚組CDのライブアルバムをリリースした。どちらも『 Thank You, Friends: Big Star's Third Live... and More』の題名である。コンサートは、2016年4月にグレンデール (カリフォルニア州)で行われた。

### 死後発表作
2011年6月、アーデント・レコードは「Live Tribute to Alex Chilton」というEP（日本のミニアルバムやマキシシングルに相当） をリリースし、スティーブンスはアーデントのブログで2010年5月のトリビュート公演がビッグ・スターのバンドとしての最後の公演であると公言した。2012年の『Big Star:Nothing Can Hurt Me』というドキュメンタリーは、グループの経歴とバンドメンバーのソロ活動を年代順に追ったものである。このドキュメンタリーは2013年に劇場公開およびDVD販売され、イギリスでは2014年8月に劇場での限定再放映が行われた。2014年11月、『Live in Memphis』がビッグ・スターの1994年10月29日の演奏のCD、レコード、DVDとしてリリースされた、これは全てがプロの手によって撮影された彼ら唯一の公演である 。

## 音楽スタイルと影響
ベルは12-13歳の時にギターを始めたが、初めてビートルズのレコードを聞いたことが日常的に楽器を演奏する動機になった:13-20。彼はバンドを続ける中でギターやボーカル役をこなし、ビートルズ、ローリングストーンズ、キンクス、ゾンビーズ、アニマルズの楽曲を演奏した:13-20。チルトンが最初に音楽を意識したのは6歳で、兄が繰り返しザ・コースターズのレコードをかけていた時とされている:28。彼の父親はジャズが好きだったため、その後数年間にわたってグレン・ミラー、レイ・チャールズ、デイヴ・ブルーベックの音楽に浸ることになった。13歳の時に初めてビートルズのレコードを聞き、チルトンの音楽に対する情熱が定着した。彼は1950年代のロックンロールについて「1959年までにエルヴィスはシロップになり、ジェリー・リーはほぼ行き着いていて、ロカビリーが一段落したため、ビートルズがやってくるまで自分はロックシーンに巻き込まれませんでした」と回想している:156。

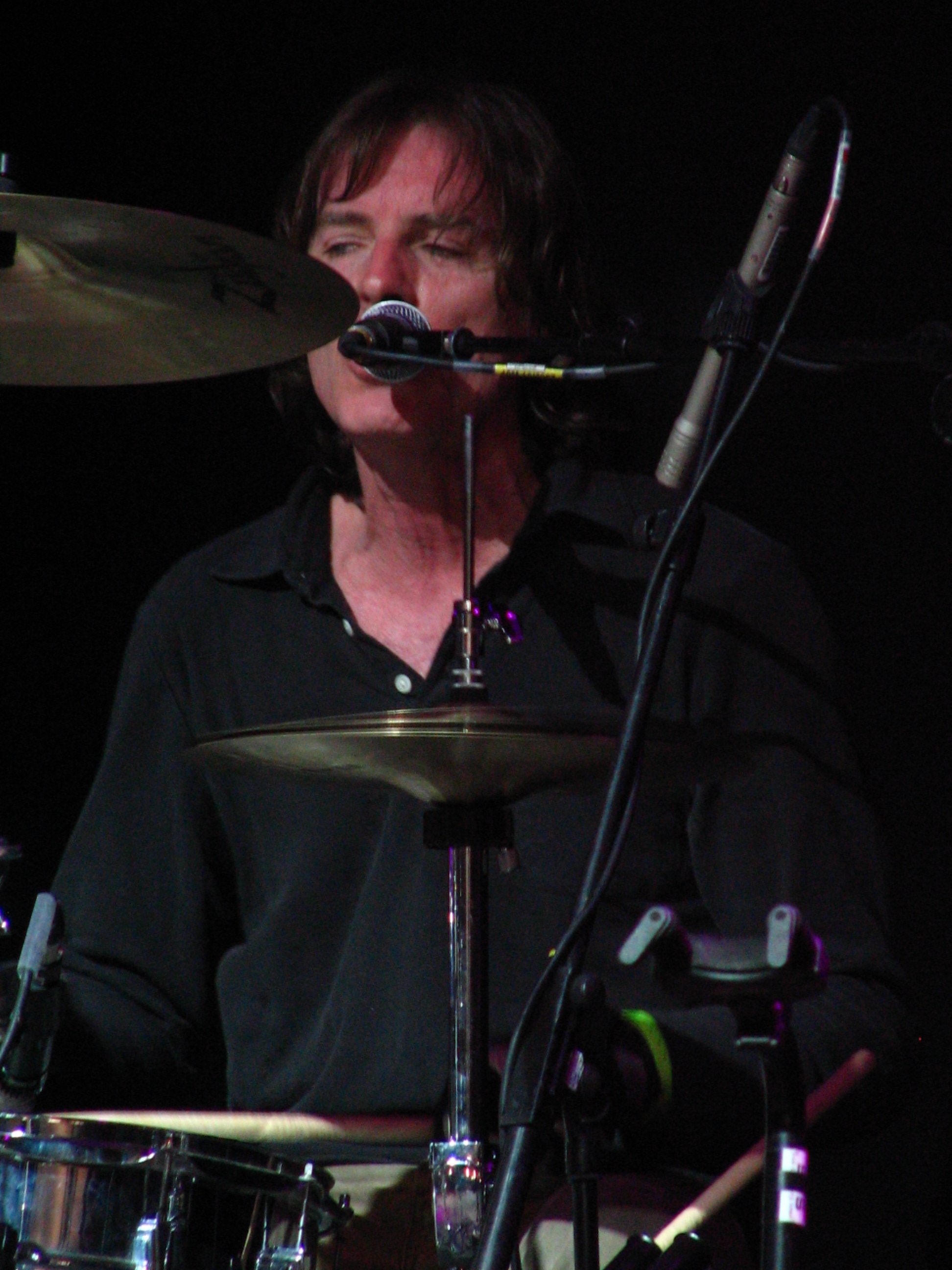
英国ハイド・パークでビッグ・スターとして演奏するジョディ・スティーブンス（2009年）

チルトンは13歳でビートルズの曲と共にエレキギターに取り掛かり、後年の発言で「自分は60年代半ばの英国のポップ音楽が本当に好きでした。[中略] 2分半や3分の長さで本当に魅力的な曲だった。 私はいつも同じ構成(format)を目指していて、それが自分の好きなことでした。言うまでもなくリズム・アンド・ブルースやスタックスのこともです」:30と語った。チルトンは、ボックス・トップスの一員だった期間はギター演奏から離れていたが、その後あらためて楽器を始めた。彼はロジャー・マッギン（バーズのギタリスト）に出会い、エレクトリックギターとアコースティックのフォークソングに特に興味を持った:78-86。スティーブンスはオーティス・レディング、アイズレー・ブラザーズ 、ザ・フー、キンクス、そして特にビートルズの音楽に浸っていた:13-20 。
ハメルも同じく初期の音楽時期は幾つものバンドメンバーで、ビートルズのほかブリティッシュ・インヴェイジョンの影響を受けた:13-20。ベーシストながら個人趣味でアコースティックギターを演奏し、サイモン&ガーファンクルやジョニ・ミッチェルのスタイルに則ってフィンガー・ピッキング技法を使ってフォークソングやブルーグラスを演奏した:13-20。最初のアルバム3作の楽曲の大半はベル/チルトンまたはチルトンの名義だが、一部にハメル、スティーブンスその他の作詞や共同作詞もある。オリジナル時代の7つだけのライブ演奏で、セカンドアルバムがリリースされる前に行われた最後のものは、メンバー4人が全員ボーカルに携わった:xvi。
ビートルズやその他ブリティッシュ・インヴェイジョンの音楽に触発された一方で、当時のジャングル・ポップやパワー・ポップも認め、ビッグ・スターは暗くて虚無的なテーマも取り入れて、音楽的と叙情的なスタイルの印象的な混合を生み出した:xvi, 155, 160。第一期からの作品群は結果的に1980年代や1990年代のオルタナティブ・ロックの先駆けとなり 、同時にパワーポップの傑出した例と考えられる素材を生み出した:13,38。こうしたスタイルをジョン・ボラックやロブ・ジョバノビッチらが現代批評で言及している:38

## 後世への影響
ビッグスター第一期は1974年に終わったが、このバンドは1980年代にカルト人気を獲得し、新たな演奏者達が初期の素材の重要性を認識するようになった。R.E.M.のピーターバックは「まだ我々は『リボルバー』『追憶のハイウェイ 61』『メイン・ストリートのならず者』そしてビッグ・スターのサードアルバムに並ぶような優れたレコードを作っていない」:247と認めている。しかしチルトンは1992年のインタビューで「人々がビッグ・スターをもてはやす ので常に驚いています。その人達は、ビッグ・スターがこれまでで最高のロックンロールアルバムの一部を作ったと言っています。彼らは間違っている、と私は言っておきます」と語った。
2014年、ポール・スタンレーは初期のキッスに影響を与えたものとして、ラズベリーズとスモール・フェイセスのほかビッグ・スターを挙げている。
複数の批評家はビッグ・スター第一期のアルバム3作品を後世のミュージシャンへの多大な影響として挙げ続けている。 ローリングストーン誌はビッグ・スターが「1970年代後半のパワーポップ復興から世紀末のオルタナティブ・ロックや2000年以降のインディー・ロックに至るまで、後世のロッカーに絶えず触発を与え続けた独創的な作品を生み出した」と述べている。オールミュージックの音楽評論家ジェイソン・アンクニーは、ビッグ・スターを「ロックンロールの全てにおいて最も神秘的かつ影響力のあるカルトグループの1つ」「大西洋両側におけるインディーズ・バンドの次世代への影響はヴェルヴェット・アンダーグラウンドのそれをも上回る」と判定し、中でもセカンドアルバムの『Radio City』を「彼らの傑作」だと解説している 。
1992年に『Third/Sister Lovers』を再販してベルの死後コンピレーションをリリースしたライコディスクが、このバンドへの関心をさらに高めた:13。ローリングストーン誌は第一期のアルバム3作品をオールタイム・グレイテスト・アルバム500に入れたほか、「September Gurls」「Thirteen」をオールタイム・グレイテスト・ソング500に入れた。R.E.M.やザ・ポウジーズの他にも:253-260、ティーンエイジ・ファンクラブ、リプレイスメンツ:240、プライマル・スクリーム、The dB's:240, 248 が触発を受けたとしてビッグ・スターを挙げており、ゲーム・セオリー、マシュー・スウィート、ヴェルヴェット・クラッシュなどのバンドに影響を与えたことも認識されている。
- 300万枚を達成した1986年のバングルスのアルバム『シルバー・スクリーンの妖精(Different Light)』には、「September Gurls」のカバー曲が収録されている。
- リプレイスメンツのメンバー3人で共同作詞した1987年のトリビュート曲「Alex Chilton」はアルバム『Pleased to Meet Me』からシングル曲としてリリースされ、その歌詞には「自分は小さなビッグ・スター無しでは絶対遠くに行かない」とある[57]。
- 『Radio City』の「I'm in Love with a Girl」が、2009年の映画『アドベンチャーランドへようこそ』のサウンドトラックに収録されている[58]。
- 『#1 Record』の「In the Street」の短縮版（トッド・グリフィンの録音）が1998年にコメディ番組『ザット'70sショー』の主題歌に使用され、1999年にはこの番組専用の「That '70s Song (In the Street)」という題名の新バージョンがチープ・トリックによって録音された[6]:92[59]。同番組制作側がリリースした1999年のアルバム『That '70s Album (Rockin')』には上記の「That '70s Song」とビッグ・スターの「September Gurls」が収録されている[60]。
- 2006年のトリビュートアルバム『Big Star, Small World』には、ザ・ポウジーズやティーンエイジ・ファンクラブのほか、ジン・ブロッサムズ、ウィルコ、アフガン・ウィッグス、ウイスキータウンなどの歌手達によるビッグ・スターのカバー曲が収録されている[23]。
- メンフィスを拠点とするバンドLuceroは2015年のアルバム『All a Man Should Do』で「I'm in Love with a Girl」をカバーした[61]。なお、このアルバム名もこの曲の歌詞から採ったものである。創設メンバーのジョディ・スティーブンスと後期のビッグ・スターがこの楽曲の伴奏を提供している[62]。
- ビッグ・スターの「Thirteen」が、ディズニーの2020年映画『Stargirl』に出てくる。 この曲は主人公のスーザン(Stargirl)役とレオ役の2人がリードボーカルをする形で歌われる。

## メンバー変遷
- アレックス・チルトン(在籍1971-1974, 1993-2010) -ギター、ピアノ、ボーカル
- ジョディ・スティーブンス(1971-1974, 1993-2010) -ドラム、ボーカル
- クリス・ベル(1971-1972) -ギター、ボーカル
- アンディ・ハメル(1971-1973) - ベースギター、ボーカル
- ジョン・ライトマン(1974) - ベースギター、バックボーカル
- ジョン・オウア(1993-2010) - ギター、ボーカル
- ケン・ストリングフェロウ(1993-2010) - ベースギター、ボーカル

## ディスコグラフィ
アルバム
- 『#1 Record』 (Ardent/Stax, 1972)
- 『Radio City』 (Ardent/Stax, 1974)
- 『Third/Sister Lovers』 (PVC, 1978)
- 『In Space』 (Rykodisc, 2005)

ライヴ・アルバム
- 『Live』 (Rykodisc, 1992)
- 『Columbia: Live at Missouri University 4/25/93』(Zoo, 1993)
- 『Nobody Can Dance』 (Norton, 1999)- リハーサルとライブ収録
- 『Live Tribute at the Levitt Shell』(Ardent, 2011)- ジョン・デーヴィスも参加
- 『Live in Memphis』 (Omnivore, 2014)- 1994年10月29日のライヴ[42]
- 『Complete Columbia: Live at University of Missouri University 4/25/93』 (Volcano/Legacy, 2016)
- 『Live at Lafayette's Music Room - Memphis, TN』 (Omnivore, 2018) - 1973年1月のライヴ

コンピレーション
- 『Biggest』 (Line Records, 1994)
- 『The Best of』 (Big Beat Records, 1999)
- 『Big Star Story』 (Rykodisc, 2003)-新作もあり
- 『Keep an Eye on the Sky』(Rhino, 2009)- ライヴ・ディスク付きBOXセット
- 『Nothing Can Hurt Me』(Omnivore Recordings, 2013)- 映画のサウンドトラック
- 『Playlist (1972-2005)』 (Legacy Recordings, 2013)-全時代にわたる最初のコンピレーション
- 『The Best of Big Star』 (Craft Recordings, 2017)- 楽曲の珍しいミキシングや編集を含む

ビッグ・スターズ・サード
- 『Thank You, Friends: Big Star's Third Live... and More』 (2017, Concord)- 2016年4月のコンサートをライヴ収録(3 CDs)[38]

## ビデオグラフィ
ビッグ・スター
- 『Big Star: Nothing Can Hurt Me』(Magnolia, DVD, 2012)[63]
- 『Live in Memphis』(Omnivore, DVD, 2014)- 1994年10月29日のライヴ[42]

ビッグ・スターズ・サード
- 『Thank You, Friends: Big Star's Third Live... and More』 (2017, Concord)-2016年4月のコンサートのドキュメンタリー (2 DVDs)[37]